# Société Nationale des Chemins de Fer Tunisiens
La Société Nationale des Chemins de Fer Tunisiens, nota anche con la sigla SNCFT, è attualmente il gestore delle ferrovie nazionali della Tunisia.

## Esercizio
La SNCFT dispone di 23 linee che raggiungono circa 200 stazioni per il trasporto di passeggeri o merci (soprattutto fosfati), gestendo 2.152 km di tratte ferroviarie così differenziate:
- 468 km a Scartamento normale (1435 mm), presenti soltanto a nord di Tunisi
- 1.684 km a scartamento ridotto (1000 mm), presenti solo a sud di Tunisi.

Il collegamento alle reti estere di Algeria e Marocco è presente, ma disattivato dagli anni '90.
Al 31 dicembre 2005 la società contava 4.900 dipendenti.

## Storia
La società nacque con decreto del 27 dicembre 1956 per esercire, inizialmente, solo la rete nazionale della Tunisia settentrionale. La rete sud, comprendente le linee di Sfax e quelle per le miniere di fosfati, era gestita dalla Compagnie des phosphates et des chemins de fer de Sfax-Gafsa in base ad una concessione stipulata il 22 maggio 1897 e scaduta il 31 dicembre 1966. Dal 1º gennaio 1967 il Governo riprese possesso anche delle linee afferenti alla Tunisia meridionale conservando il diverso scartamento ferroviario.